# 神戸丸 (四国フェリー・3代)
神戸丸は、四国フェリーが運航していたフェリー。本項目では1991年就航の3代目を取り扱う。

## 概要
神戸丸（2代）の代船として讃岐造船鉄工所で建造され、1991年10月14日に就航した。
1995年に発生した阪神・淡路大震災では、同航路で運航されていた六甲丸、生駒丸、こんぴら2、りつりん2、神高丸の各船と合わせて1月24日から2月2日まで入浴施設の提供を行った。
1998年の航路廃止により係船された。
2000年、機関室での火災により修理が必要となったりつりん2の代船として加藤汽船に用船され就航した。「りつりん2」の復帰後も予備船として引き続き就航したが、2003年10月、加藤汽船からジャンボフェリーへの航路移管にあたって引退した。
2004年、韓国の南海高速に売却され、NAMHAE GOSOK CAR FERRY NO.7となり、2019年まで、鹿洞 - 済州島航路に就航していた。

### 航路
四国フェリー（ニュージャンボフェリー）
- 神戸港（東神戸フェリーセンター） - 高松東港

ニュージャンボフェリーとして日本海運の神高丸 (2代)とともに運航された。
加藤汽船（ジャンボフェリー）
- 神戸港 - 高松東港

りつりん2の火災事故の際に代船を務め、その後も予備船として運用された。
南海高速
- 鹿洞港（高興郡)  - 済州港（済州島）

## 設計
船体側面は青のラインに赤のSマークがデザインされていた。ファンネルは通常のデザインで左舷後部に1本設置されていた。

## 船内

### 船室
- 一等室
- 二等室
- ドライバー室 - カプセルタイプのベッドが設置されていた。

### 設備
- エントランス
- 売店
- うどんコーナー
- 浴室
- ゲームコーナー

## 事故・インシデント

### タンカーとの衝突
1997年5月18日、1時25分ごろ、神戸港から高松港に向かっていた本船は、小豆島地蔵埼灯台の南南西930メートルの地点で、小型タンカー裕洋丸と衝突した。備讃瀬戸東航路東口へ向かって西行していた本船の右舷船首が、同航していた裕洋丸の左舷船首に後方から約15度の角度で衝突、直後に本船の右舷後部と裕洋丸の左舷後部が再度衝突した。衝突により、本船は右舷船首部に軽微な凹損および右舷後部に擦過傷を生じ、裕洋丸は左舷船首部および左舷後部に凹損を生じた。
本船は衝突約6分前に裕洋丸を確認していたが、左舷45度から方位の変化なく接近する第三船の動向に集中しており、衝突約3分前には、第三船と衝突の危険を感じて、極微速前進として第三船と裕洋丸へ探照灯を照射したが、衝突に至った。事故原因は、本船が動静監視不十分で、衝突回避措置をとらなかったことにより発生したが、裕洋丸が動静監視不十分で、警告信号を行わず衝突回避措置をとらなかったことも一因とされた。